# Bassin de Marennes-Oléron

Situation géographique du bassin de Marennes-Oléron

Le bassin de Marennes-Oléron est une région naturelle de la Charente-Maritime et une aire de production ostréicole de plus de 30 km2 dans le Sud-Ouest de la France, entre les estuaires de la Charente et de la Gironde et sur une partie de l'île d'Oléron.
Principal centre d’affinage et de production d’huîtres d’Europe, le bassin de Marennes-Oléron se distingue par ses paysages de marais largement ouverts sur l'océan Atlantique, ses ports ponctués de cabanes en bois traditionnelles et, surtout ses « claires » d’affinage dans lesquelles se forme la navicule bleue, algue bleue microscopique dont la marennine donne aux huitres de ce terroir leur couleur bleu-vert unique. Ce sont les seules huîtres françaises bénéficiant d’une Indication Géographique Protégée.
Vingt-sept communes sont concernées par l’aire géographique protégée, dont trois villes portuaires proches, intimement liées au niveau macro-économique : Marennes sur la rive droite de la Seudre, La Tremblade qui lui fait face sur la rive opposée du fleuve, et Le Château-d'Oléron, également face à Marennes, de l'autre côté du coureau d’Oléron.

## Présentation générale
Le bassin de Marennes-Oléron représente une surface de plus de 3 000 hectares sur le littoral sud-ouest de la Charente-Maritime. Il est situé entre les estuaires de la Charente et de la Gironde, avec pour trait-d’union la Seudre, et sur une partie de l’île d'Oléron.
Il couvre la frange littorale du marais de Rochefort depuis Port-des-Barques jusqu’à Hiers-Brouage, 
la presqu’île de Marennes, 
la côte orientale de l’île d’Oléron depuis La Brée-les-Bains jusqu’à Saint-Trojan-les-Bains 
et la côte nord de la presqu'île d'Arvert (depuis La Tremblade jusqu’à L’Éguille, aux portes de Saujon). Ce pays Marennes Oléron comprend une 2e capitale française:saint pierre d'Oléron une commune qui se situe au milieu de l'ile d'Oléron.
Il comprend :
- les marais de la Seudre, de Marennes au nord sur la rive droite et La Tremblade au sud sur la rive gauche jusqu'à L'Éguille au fond de l'estuaire,
- les marais de Bourcefranc (commune située entre l'île d'Oléron et Marennes), étendus au nord jusqu'à la pointe du Chapus et qui sont d'anciens marais salants, utilisés en claires,
- les marais du sud-est de l'île d'Oléron.

Il recoupe plusieurs régions naturelles : Rochefortais, Royannais et île d'Oléron. Il ne correspond que partiellement au pays Marennes-Oléron et recouvre également une partie du pays Royannais.
Par métonymie, "Marennes-Oléron" est également l'appellation des huîtres qui proviennent de ce bassin de production et qui répondent au cahier des charges défini par l'IGP « Huîtres Marennes Oléron » : être élevées sur la façade Atlantique française, être affinées en claires dans l’une des 27 communes du bassin et être conditionnées dans la zone Marennes Oléron. Elles doivent également posséder un taux de chair minimum ; ce taux de chair est appelé "indice de remplissage".

Ces huîtres, de type « creuses » - crassostrea gigas - élevées d'abord en pleine eau dans les parcs puis, affinées en claires, correspondent aux appellations « fines de claire », « fine de claire verte », « spéciales de claire » ou « pousse en claire ». La majeure partie de la production concerne l'huître creuse Magallana gigas. Des huîtres mères de cette espèce, en provenance du Japon et du Canada (Colombie-Britannique), avaient été acheminées par avion et mises à l'eau avant l'été de 1971 après la disparition de l'huître portugaise (Magallana angulata).

### Communes du bassin de Marennes-Oléron
Sa délimitation géographique s'étend à 27 communes :

#### Dans la région deRochefort
- Beaugeay
- Moëze
- Port-des-Barques
- Saint-Froult
- Saint-Nazaire-sur-Charente
- Soubise

#### Dans la région deMarennes
- Hiers-Brouage
- Marennes
- Nieulle-sur-Seudre
- Saint-Just-Luzac
- Bourcefranc-le-Chapus

#### Dans la région deRoyan
- Arvert
- Breuillet
- Chaillevette
- L'Éguille
- Étaules
- Mornac-sur-Seudre
- Le Gua
- La Tremblade

#### Sur l'île d'Oléron
- La Brée-les-Bains
- Le Château-d'Oléron
- Dolus-d'Oléron
- Le Grand-Village-Plage
- Saint-Denis-d'Oléron
- Saint-Georges-d'Oléron
- Saint-Pierre-d'Oléron
- Saint-Trojan-les-Bains

## Historique sommaire
D’implantation fort ancienne et connues dès l'époque gallo-romaine, les huîtres du littoral charentais ont d'abord été l'objet de cueillettes sur des bancs sauvages où elles se reproduisaient naturellement et abondamment.
Puis, à partir du XVIIIe siècle, elles ont commencé à être élevées dans des parcs ostréicoles qui succédaient à des marais salants alors abandonnés. Cependant, cette pratique était peu répandue et jusqu'à la première moitié du XIXe siècle, la récolte des huîtres constitue essentiellement une activité d'appoint.
La véritable mise en culture de l'huître commence pendant le Second Empire, sous l'impulsion décisive de Napoléon III qui y fait introduire les bases de l'ostréiculture moderne avec la réorganisation de l'exploitation du domaine maritime et l'introduction de la technique du chaulage pour le captage des huîtres.

Une cabane ostréicole dans le bassin de Marennes-Oléron. Ce type de construction a radicalement changé le paysage des anciens marais salants de la vallée de la Seudre à partir de la Troisième République.

Jusque vers 1920, l'huître dominante est l'huître plate qui verdissait dans les anciennes aires saunantes, appelées dès lors claires à huîtres. Les huîtres vertes de Marennes, connues sous le nom de vertes , étaient de longue date appréciées et leur production se développa rapidement avec l'arrivée du chemin de fer à partir de 1876 qui facilita la commercialisation d'une production essentiellement destinée aux classes aisées et fortunées de la capitale et des grandes villes provinciales.
L'huître portugaise fit son apparition sur la côte charentaise en 1868. Monsieur COYCAUT un consignataire de navires bordelais, possédait un parc sur l’île aux Oiseaux à Arcachon ; il obtint l’autorisation du Préfet Maritime de Rochefort d'y faire l’élevage de l’huître portugaise (Crassostrea ou Gryphoea Angulata). Le navire qu'il avait affrété, le caboteur le "Morlaisien", n'ayant pu rentrer dans le Bassin d'Arcachon à cause d'une tempête dans les passes, fut dérouté sur Bordeaux. Une fois arrivé, les autorités sanitaires, constatant qu'une grande partie de la cargaison était avariée et les coquilles cassées, ordonnèrent au Capitaine Patoizeau d'aller les jeter en haute mer. Celui-ci voyant alors que de nombreuses huîtres étaient encore vivantes, décida de les jeter plutôt dans la Gironde, à hauteur de St Christoly, où retrouvant des conditions similaires à celles du Tage, elles commencèrent à proliférer en d'importants gisements sur toute la côte charentaise. Elles firent leur entrée sur le marché après la terrible épizootie qui frappa les vertes marennes en 1920 où 80 % de ces huîtres du bassin de Marennes furent décimées.

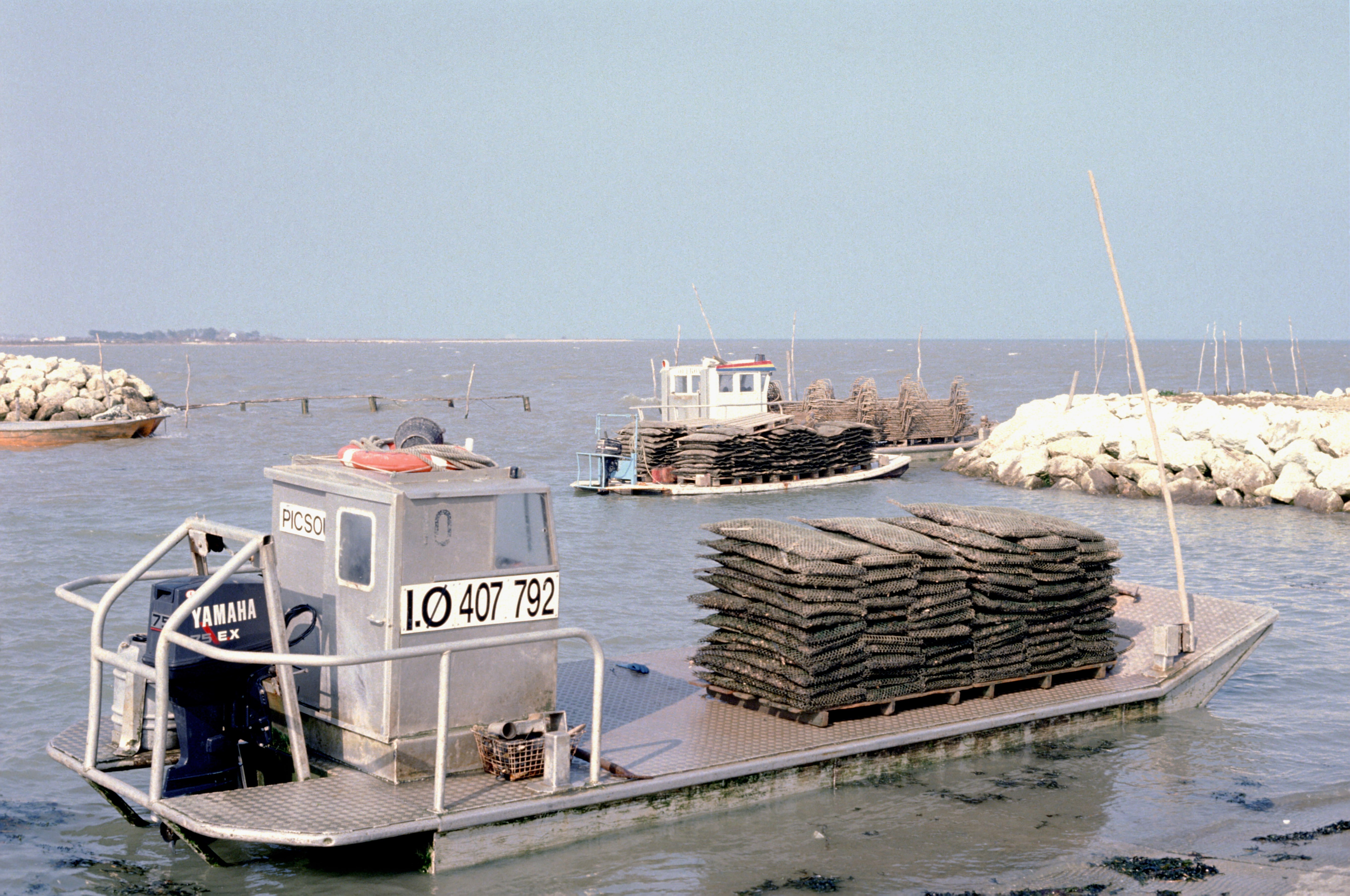
Chaland chargé de poches à huîtres dans l'île d'Oléron.

L'huître portugaise connut un réel succès grâce à sa croissance rapide et son élevage moins compliqué que l'huître plate. Elle fut alors l'objet de nombreux soins (apparition du classement en fines de claire et spéciales de claire). Sa production atteignit les 50 000 tonnes annuelles dès les années 1920 et sa commercialisation dans toute la France assura la prospérité de la profession ostréicole où l'huître n'était plus exclusivement un produit de luxe mais était largement démocratisée, étant accessible dorénavant à toutes les classes sociales. Le développement de l'huître creuse apporta un profond changement dans la pratique de l'élevage ostréicole qui allait du captage à l'affinage dans tout le bassin de Marennes et d'Oléron. Mais victime de son succès trop rapide, cette huître fut frappée à son tour par une nouvelle épizootie en 1970.
Elle fut remplacée avec succès par l'huître japonaise en 1971 par l'importation de 50 tonnes d'huîtres-mères issues du Japon. Depuis lors, l'huître japonaise a pris le relais de l'huître portugaise et est maintenant acclimatée à tout le littoral charentais.
Depuis 2009, les « huîtres Marennes Oléron » sont enregistrées comme Indication géographique protégée.

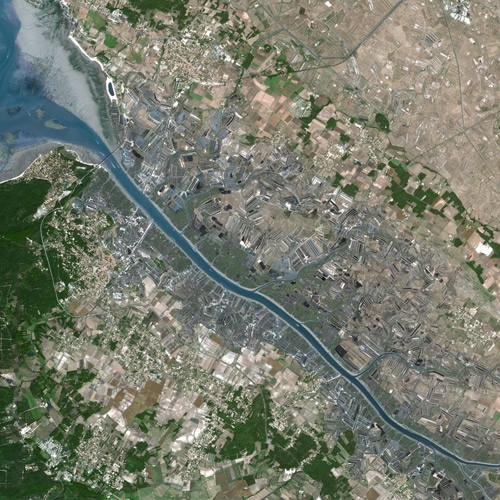
L'estuaire de la Seudre vu par le satellite SPOT. Il correspond au centre du bassin Marennes-Oléron.
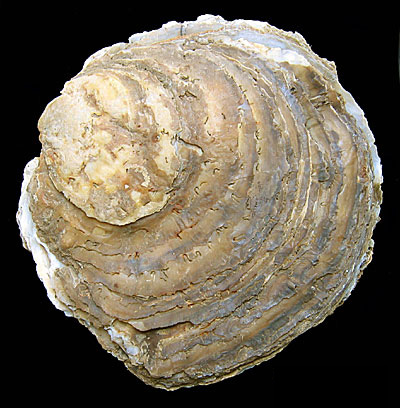
L'huître plate abondait sur le littoral du bassin de Marennes-Oléron avant la terrible épizootie de 1920.
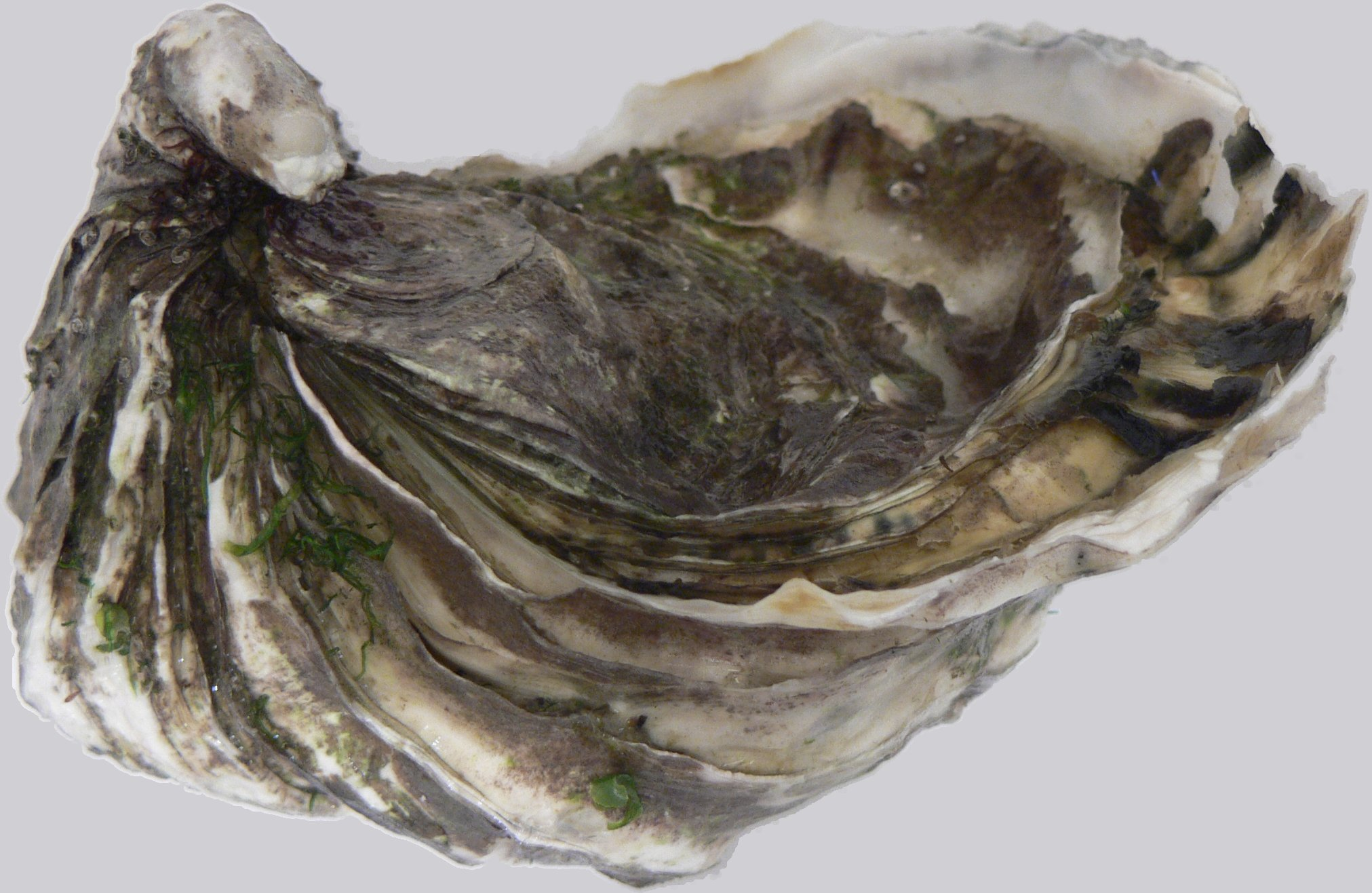
L'huître portugaise, reconnaissable à sa coquille feuilletée, a sauvé le bassin de Marennes-Oléron d'une disparition [11]certaine de l'ostréiculture à partir de 1920.
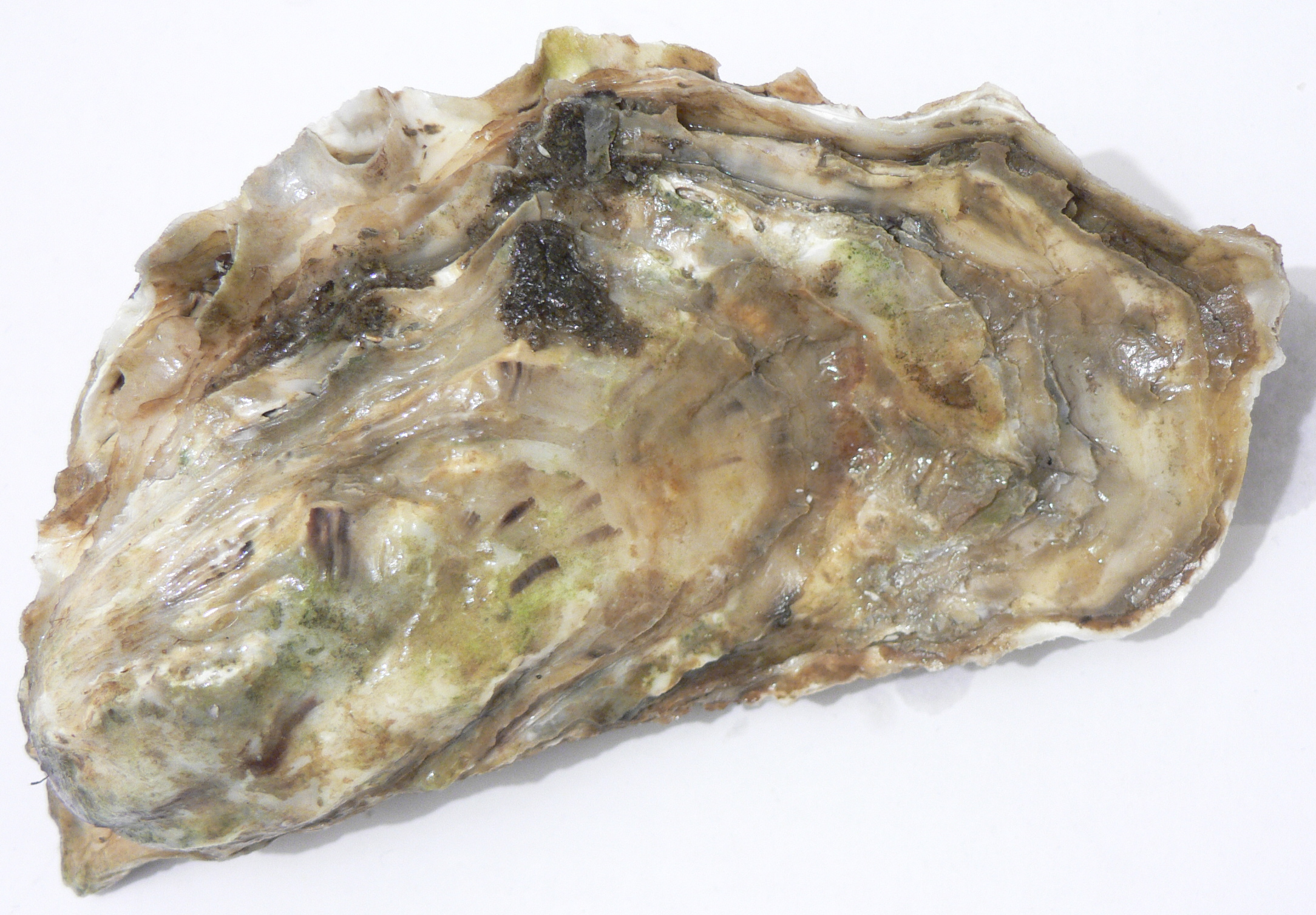
L'huître japonaise fut introduite avec succès en 1971 après l'épizootie qui a ravagé les huîtres portugaises du bassin de Marennes-Oléron.

## Une importante région ostréicole
Les structures d'accompagnement de la profession ostréicole et de ses différentes filières dans le bassin de Marennes-Oléron sont l'objet d'un encadrement efficace et important qui relève aussi bien du domaine de l'administration maritime et de la sécurité sociale maritime (à Marennes) que de l'enseignement (à Bourcefranc-le-Chapus) et de la recherche scientifique (à La Tremblade et au Château-d'Oléron). Un important salon national de la conchyliculture se tient chaque année à La Tremblade et constitue une sorte de vitrine régionale de l'ostréiculture dans le bassin de Marennes-Oléron qui demeure le premier centre d'affinage des huîtres en France.

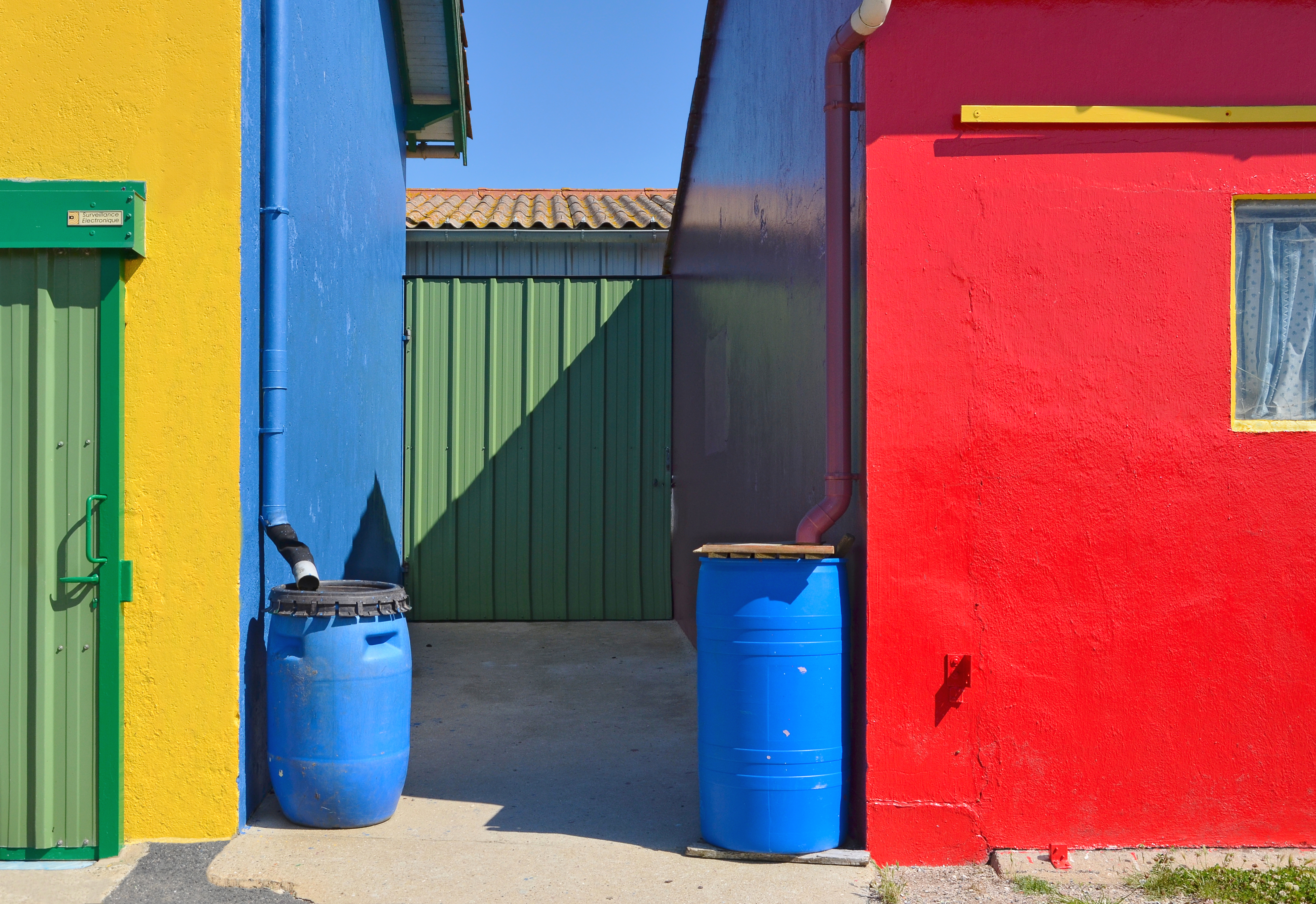
Cabanes ostréicoles colorées au port de La Cayenne, à Marennes, capitale historique de l'huître.

Le siège du Comité régional de la conchyliculture Charente-Maritime est fixé à Marennes et possède une antenne à La Rochelle. Il fait partie de l'une des sept représentations nationales de la profession en France. Le Comité régional de la conchyliculture Charente-Maritime est l'unique interlocuteur de la profession des ostréiculteurs de toute la Charente-Maritime, et non pas exclusivement du bassin de Marennes-Oléron. Il est chargé de défendre les intérêts de la profession auprès des pouvoirs publics, des collectivités, et des divers acteurs (institutionnels, scientifiques, associatifs etc.) intéressés par l'ostréiculture. Il organise également toute la profession, l'assiste et la représente.
Par ailleurs, Marennes joue toujours un rôle actif en matière d'administration maritime, étant le siège du quartier des Affaires Maritimes qui contrôle un territoire qui s’étend sur 230 km de rivages depuis Port-des-Barques, situé sur la rive gauche de l’estuaire de la Charente, jusqu’à Mortagne-sur-Gironde, sur la rive droite de l’estuaire de la Gironde. Cette compétence englobe également l’île d’Oléron. Elle s’occupe d’inscription, de retraite et de prévoyance de quelque 2 000 marins en activité et 1 400 navires professionnels. Elle gère, d’un point de vue réglementaire, les cultures marines, les gens de mer et l’activité économique des pêches maritimes. Cette administration est complétée par le Service social des Pêches Maritimes, qui correspond à la sécurité sociale des marins et des ostréiculteurs du bassin de Marennes-Oléron.
Aux portes de Marennes qui est surnommée la "capitale de l'huître" et formant une agglomération avec cette dernière se trouve la petite ville de Bourcefranc-le-Chapus. Cette dernière est un des trois principaux centres ostréicoles du bassin de Marennes-Oléron avec ses nombreux parcs à huîtres pour le captage et l'affinage et le port du Chapus, qui regarde vers l'île d'Oléron voisine reliée par un viaduc depuis 1966, fait partie des tout premiers ports ostréicoles de France. C'est dans cette cité ostréicole qu'a été décidée l'implantation du Lycée de la Mer et du Littoral en 1989. Cet établissement de l'enseignement public encadre plus de 450 lycéens chaque année et dispose d'une section de formation professionnelle pour adultes dans les métiers de la mer (CFPPA).
De plus, ce lycée s'est enrichi d'une classe en licence professionnelle "aquaculture" et "gestion durable", ouverte depuis la rentrée 2009/2010 et fonctionnant en étroite association avec l'université de La Rochelle.

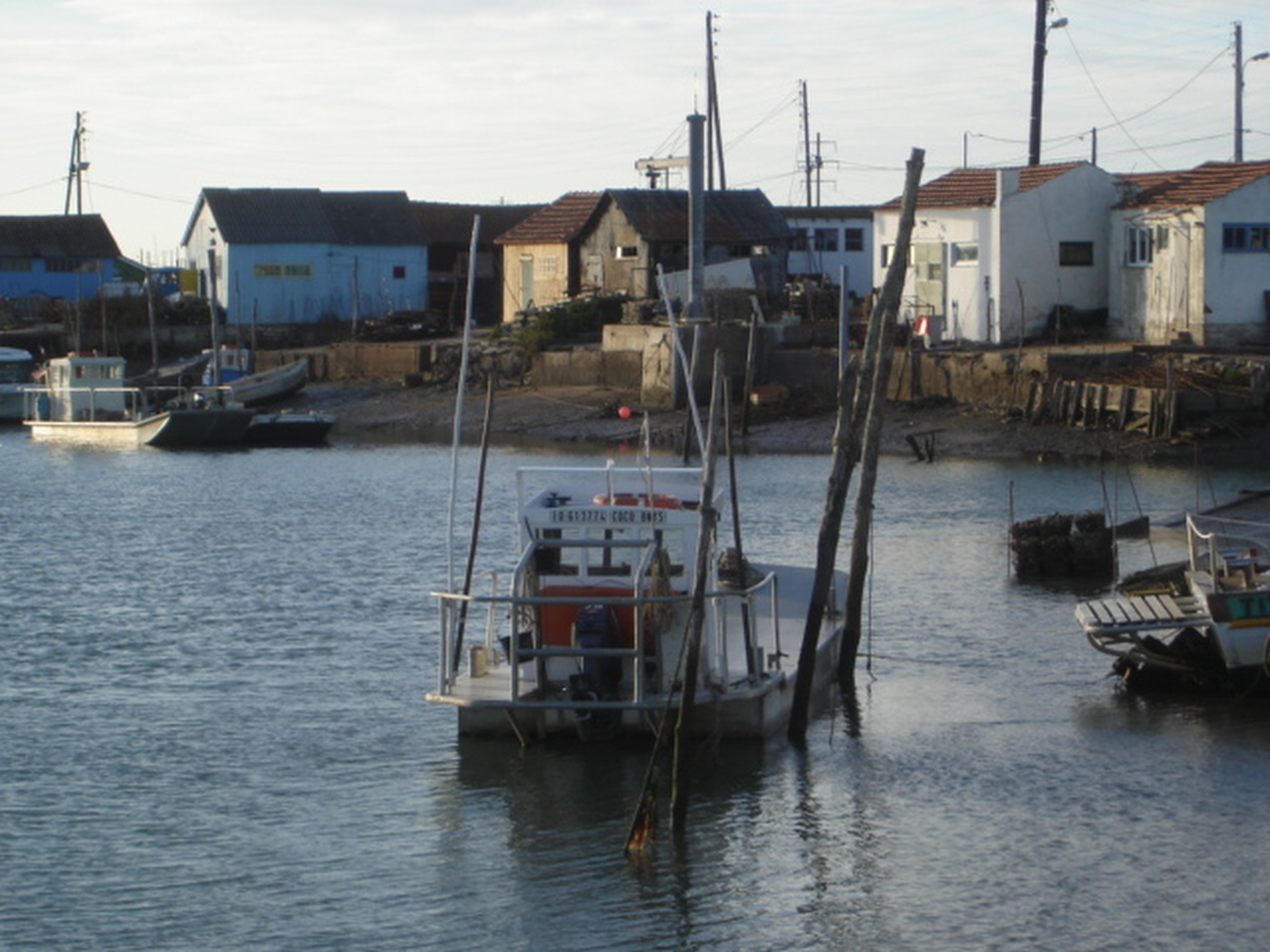
Le Château-d'Oléron est l'un des principaux centres de l'ostréiculture dans le bassin de Marennes-Oléron.

Cette formation universitaire vient renforcer la recherche scientifique, implantée de longue date dans le bassin de Marennes-Oléron. Deux structures de recherche y ont fixé leurs laboratoires; l'un à La Tremblade et le second au Château-d'Oléron.
Le centre de recherches de l'IFREMER, implanté à La Tremblade, est le plus ancien des deux et succède à l'ancien ISTPM. Depuis 2006, il a bénéficié d'importants investissements afin d'affirmer sa mission de surveillance du milieu marin. L'Ifremer de La Tremblade dispose d'un pôle zoosanitaire de dimension européenne où l'ensemble des analyses du Réseau de surveillance Pathologie des Mollusques (REPAMO) sont effectuées. Ce pôle abrite l'équipe pathologies du Laboratoire de Génétique et Pathologies des Mollusques, qui est à la fois Laboratoire National de Référence (LNR) et Laboratoire Communautaire de Référence (LCR) pour les maladies des mollusques pour l'Union européenne ainsi que pour l'Organisation Mondiale de la Santé Animale (OIE). En matière de génétique, les recherches portent sur l'étude des ressources génétiques et de leur variabilité dans les espèces bivalves exploitées, l'obtention de souches résistantes ou tolérantes aux maladies et la création de souches ou de lignées plus performantes.
Au Château-d'Oléron fonctionne depuis 1986 le Centre Régional d'Expérimentation et d'Application Aquacole, connu également sous le sigle CREAA, qui est une structure de recherche appliquée à l'aquaculture marine implantée au milieu d'un marais de 14 hectares. Ce laboratoire de recherche appuie la diversification de la filière maritime dans le bassin de Marennes-Oléron grâce à des travaux sur les huîtres triploïdes ou sur l'élevage de la crevette impériale.

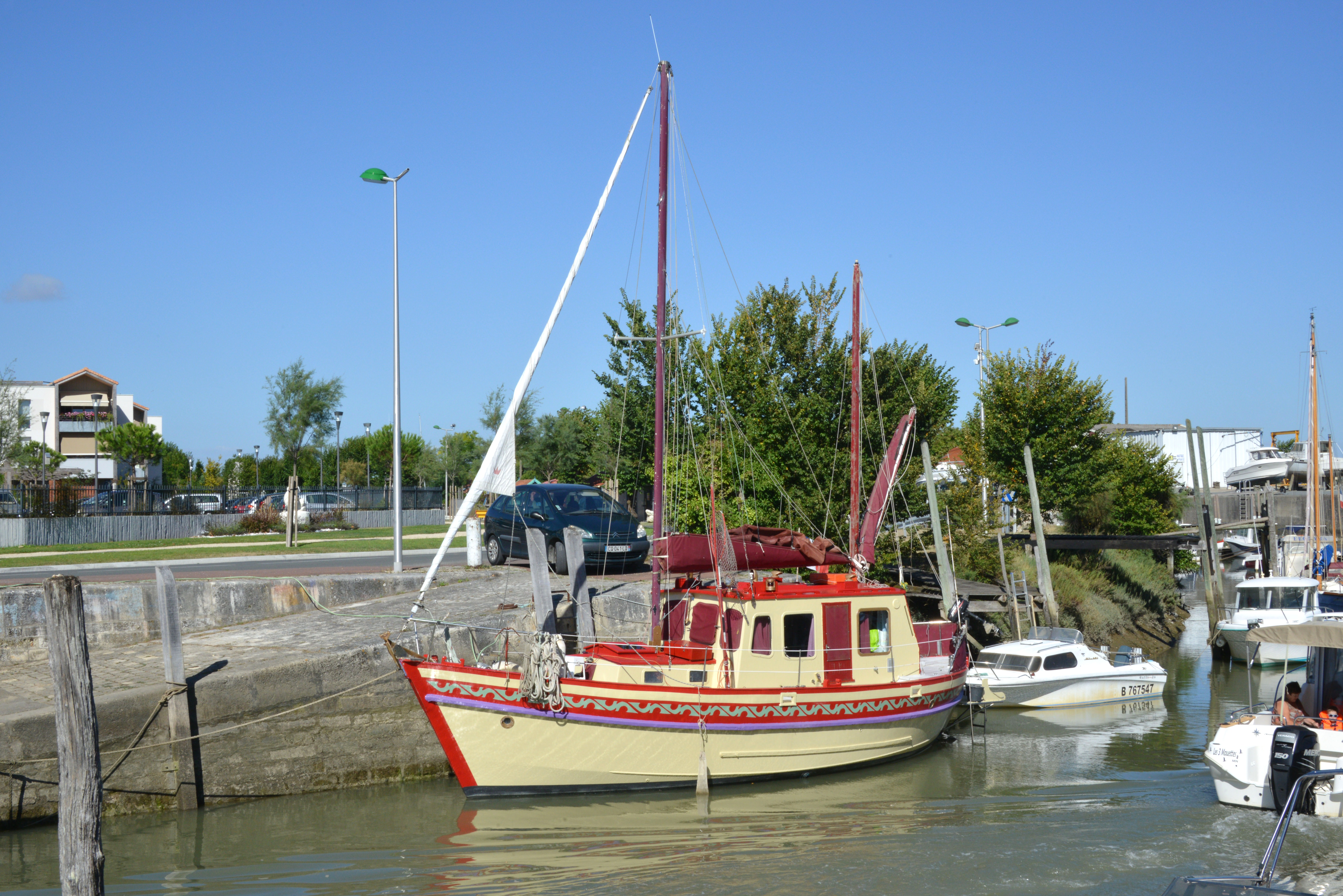
La Tremblade est le plus gros centre ostréicole du bassin et abrite un important laboratoire de recherche.

Enfin, le bassin de Marennes-Oléron dispose d'un salon national ostréicole qui se tient chaque année à La Tremblade et qui, pour l'édition 2011, en est la 39e manifestation commerciale. Il est le salon national le plus important de France autant par le nombre des exposants (120 exposants en 2006 sur 6 000 m2 de surface exposée) que par celui des visiteurs (3 000 professionnels en 2006) et figure toujours dans le haut du classement des salons ostréicoles aux côtés de celui de Vannes et de Saint-Malo où ces derniers sont devenus également des références dans le monde de la conchyliculture et de l'aquaculture.
Depuis 2008, l'huître creuse meurt massivement au printemps, menaçant la filière. Que disent aujourd'hui les chercheurs de l'IFREMER. En 2011, la surmortalité a commencé avec deux semaines d'avance (mi-avril), touchant tout le littoral avec des taux qui peuvent atteindre 100 %. La présence du virus herpès OsHV-1 et la bactérie vibrio splendidus est avérée. Les chercheurs ont créé un spécimen plus résistant, en plaçant des huîtres en présence d'agents pathogènes et en conservant les survivantes. La deuxième génération améliorée (la G2A), issue du croisement des survivantes, montre un taux de mortalité d'à peine 7 %. Si cet essai est confirmé à grande échelle, les huîtres seraient commercialisables en 2016.

## Pour approfondir

### Articles externes
Sur l'ostréiculture du Bassin de Marennes-Oléron
- L'IGP des huîtres de Marennes-Oléron

Présentation géographique et touristique du Bassin de Marennes-Oléron
- Site officiel de la Maison du Tourisme d'Ile d'Oléron et du Bassin de Marennes.
- Site officiel du département de la Charente-Maritime, pays de Marennes-Oléron
- Syndicat Mixte du Pays Marennes Oléron
- Communauté de communes de l'ile d'Oléron
- Communauté de communes du bassin de Marennes